# Киевский конноегерский полк
Киевский конноегерский полк — кавалерийская воинская часть Русской императорской армии, сформированная в 1790 году и упразднённая в 1796 году.

## История
26 мая 1790 года приказано выделить по одному эскадрону из Глуховского, Нежинского, Киевского, Стародубовского, Северского и Черниговского карабинерных полков, по два эскадрона из Переяславского и Тверского конноегерских полков, и сформировать 10-эскадронный Киевский конноегерский полк.
В ходе усмирения польского восстания 1794 года полк участвовал в боях 28 мая между Холмом и Дубенкою, 13 октября — при местечке Броке.
29 ноября 1796 года приказано полк расформировать. 285 нижних чинов направлены в Нежинский карабинерный полк, переформированный в кирасирский; остальные чины распределены по разным полкам.